# Ryan Mendes
Ryan Isaac Mendes da Graça (8 de gener de 1990, Mindelo, São Vicente) és un futbolista que juga d'extrem de Cap Verd, actualment a les files del Nottingham Forest.

## Carrera
Mendes va començar la seva carrera al Batuque FC i el  2008 va ser venut a Le Havre AC, amb qui va jugar per primera vegada a la Ligue 1 el 13 de maig de 2009 contra TAN Sant-Étienne.
Va ser seguit per l'observador Steve Walsh del Leicester City, però finalment va signar Riyad Mahrez en comptes d'ell.
El 4 de setembre de 2015, va ser cedit al Nottingham Forest. El 24 de setembre de 2015 va marcar el seu primer gol pel club en un 1–1 contra el Huddersfield Town.
És també membre de l'equip nacional sub 21 de Cap Verd i ha jugat anteriorment amb la selecció sub 16 en un Torneig Internacional a Gonfreville-L'Orcher.